# Hans Beimler
Johannes Baptist "Hans" Beimler (Monaco di Baviera, 2 luglio 1895 – Madrid, 1º dicembre 1936) è stato un politico tedesco del Partito Comunista e deputato del Reichstag, aperto oppositore del nazismo e volontario nelle brigate internazionali che combatterono nella guerra civile spagnola.

## Biografia
Nacque il 2 luglio 1895 a Monaco di Baviera da Rosina Beimler, cuoca non sposata e lavoratrice agricola. Dopo appena tre settimane di vita fu portato nel villaggio di Waldthurn per essere cresciuto dai nonni materni. Suo nonno era fabbro e Beimler seguì l'attività di famiglia. Nel 1913 si iscrisse all'Associazione tedesca dei metalmeccanici (DMV). Nel 1914 si arruolò nella Kaiserliche Marine, prestando servizio sui dragamine e raggiungendo il grado di Maat. Nel 1917 gli fu conferita la Croce di Ferro. Nel 1918 partecipò alla rivoluzione di novembre a Cuxhaven. Tornato a Monaco, Beimler si unì alla Lega di Spartaco e nel periodo successivo all'armistizio, durante il quale si susseguirono diversi governi rivoluzionari in Germania, sostenne la Repubblica Bavarese dei Consigli (in tedesco: Bayerische Räterepublik).
Nel luglio 1919 Beimler sposò Magdalene Müller, dall'unione nacquero Rosemarie e Johann, rispettivamente nel 1919 e nel 1921. In seguito a una serie di infedeltà extraconiugali di Beimler, Magdalene si suicidò nel 1928. Nel 1930 Beimler sposò Centa Dengler, che lavorava alla Neue Zeitung del KPD a Monaco.

## Carriera politica
Dopo il rovesciamento della Räterepublik da parte dei Freikorps, Beimler si stabilì a Monaco e si iscrisse al Partito Comunista di cui divenne presidente della sezione locale di Nymphenburg. Nel 1921 fu arrestato per aver tentato di sabotare i trasporti delle truppe e fu incarcerato per 2 anni, pochi mesi dopo la nascita del loro secondo figlio. Dopo il rilascio, lavorò nella fabbrica di locomotive Krauß & Co., dove divenne rappresentante sindacale. Nel 1925 fu nominato rappresentante dal congresso dei sindacati di Monaco nella prima delegazione di lavoratori tedeschi in visita in Unione Sovietica.
Nel 1928 il KPD gli chiese di riorganizzare il partito ad Augusta, dove fu eletto nel Consiglio comunale (Stadtsrat). Fervente comunista e antinazista, fu eletto deputato del KPD al Reichstag nelle elezioni federali tedesche del luglio 1932. Nello stesso anno fu eletto al Landestag bavarese e succedette ad Albert Buchmann come leader del KPD nella Baviera meridionale.
Nel febbraio 1933, durante la campagna elettorale per il Reichstag, Beimler si rivolse alla folla nell'ultimo incontro pubblico che il KPD riuscì a tenere al Circus Krone di Monaco: con il grido di battaglia "Ci incontreremo tutti di nuovo a Dachau!", egli incitò la folla a resistere alla crescente minaccia nazista, facendo riferimento a una delle poche vittorie dell'Armata Rossa della Räterepublik sui Freikorps a Dachau nel 1919.

## L'internamento a Dachau
Hitler salì al potere nel gennaio 1933 e, con il decreto dell'incendio del Reichstag, un mese dopo iniziò a internare i rivali politici nei campi di concentramento, compresi i membri del KPD e della SPD. Beimler e sua moglie Centa furono entrambi arrestati nell'aprile del 1933 e non si incontrarono mai più. Già noto per la sua schiettezza provocatoria antinazista al Reichstag, Beimler e i suoi colleghi di partito furono sottoposti a due settimane di pestaggi a Monaco di Baviera prima di essere inviati al campo di concentramento di Dachau, dove le SS lo schernirono per la sua osservazione su Dachau fatta dieci settimane prima. Hilmar Wäckerle, il primo comandante del campo di Dachau, si vantò che avrebbe ucciso Beimler personalmente. In effetti, diversi prigionieri comunisti di origine ebraica erano già stati uccisi sotto il suo regime. Tuttavia, poiché le morti sospette dei prigionieri di Dachau erano già oggetto di indagine, Wäckerle decise che, con sufficienti maltrattamenti fisici e mentali, Beimler avrebbe potuto essere incoraggiato a suicidarsi. Nel maggio 1933 Beimler riuscì a fuggire, forse con l'aiuto di alcune guardie compiacenti del campo, raggiungendo l'Unione Sovietica attraverso la Cecoslovacchia.
Sua moglie Centa rimase imprigionata nel campo di concentramento femminile di Moringen e in altre prigioni fino al 1945. I suoi figli Rosi e Hansi furono accolti dai parenti nell'Oberpfalz fino a quando Beimler organizzò la loro fuga in Unione Sovietica nel 1934.
Beimler scrisse un resoconto delle sue esperienze vissute a Dachau nell'agosto del 1933: Im Mörderlager Dachau: Vier Wochen unter den braunen Banditen. Fu il primo resoconto pubblicato della vita all'interno di un campo di concentramento nazista e fu tradotto in diverse lingue, tra cui inglese, spagnolo, francese e yiddish. Nel 1934, la Germania revocò la cittadinanza a Beimler.

## Guerra civile spagnola

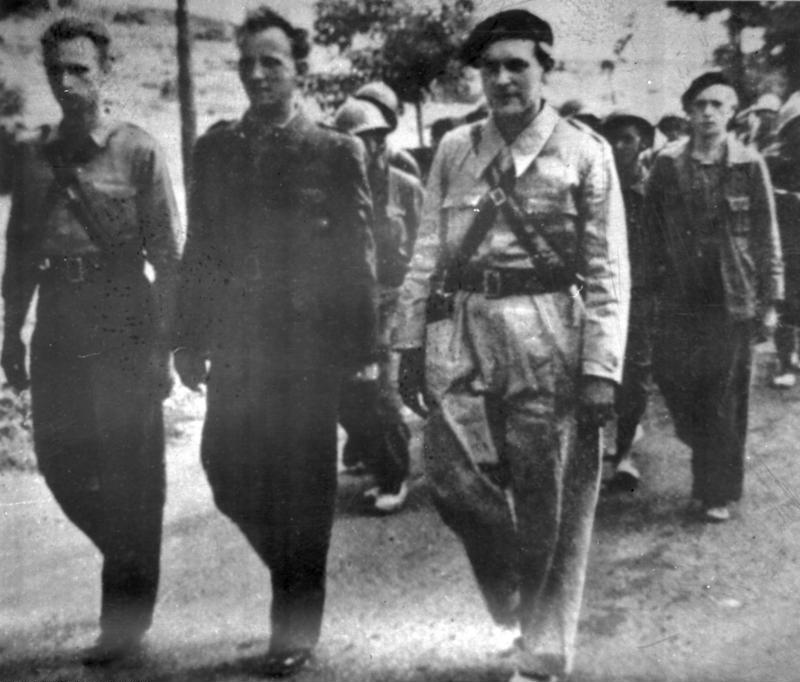
Membri del Battaglione Hans Beimler al fronte di Guadalajara nel 1937.

Dopo dei brevi periodi trascorsi in Francia e in Svizzera, operando per il Soccorso rosso internazionale, Beimler arrivò a Barcellona nell'agosto del 1936 alla testa della prima brigata di volontari tedeschi antifascisti che combatteva a fianco delle truppe repubblicane, il battaglione Thälmann. Successivamente fu nominato commissario delle brigate internazionali che sostenevano la Repubblica spagnola durante la guerra civile spagnola. Nel novembre 1936, mentre aiutava a difendere Madrid dai nazionalisti, fu colpito e ferito a morte durante la battaglia di Madrid. In seguito si diffuse la voce che fosse stato colpito alle spalle da un agente dell'NKVD sovietico.
Oltre 2 milioni di persone gli resero omaggio quando il suo corpo fu trasportato al cimitero di Montjuïc, a Barcellona, dove fu sepolto. Fu celebrato in una canzone di Ernst Busch (su una melodia di Friedrich Silcher), che fu poi registrata dalla stazione radio di Barcellona.

Nel romanzo Per chi suona la campana di Ernest Hemingway, il protagonista americano Robert Jordan incontra Hans, un rivoluzionario tedesco ispirato a Beimler. Una settimana dopo la caduta di Barcellona, nel gennaio 1939, i nazionalisti profanarono le tombe di Beimler e del suo aiutante Luis Schuster (alias Franz Vehlow).

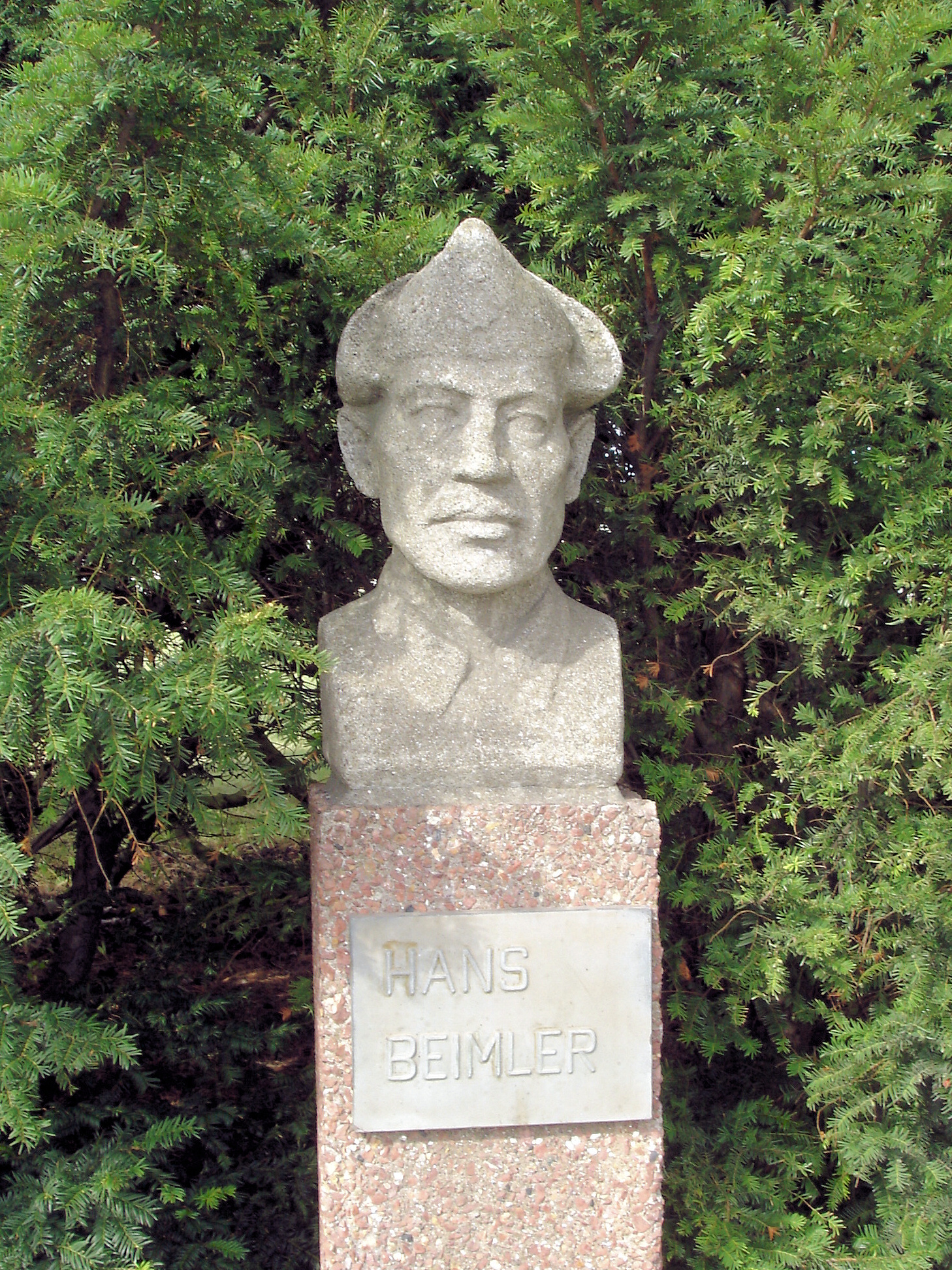
Busto commemorativo di Hans Beimler a Rostock.

Suo figlio, Hans Beimler Jr. fu arrestato a Mosca nell'ambito della cospirazione della Gioventù hitleriana investigato dall'NKVD. In seguito fu rilasciato, insieme al figlio di Max Maddalena, altro comunista di spicco, e ad altre due persone. Suo nipote Hans Beimler è un noto sceneggiatore americano.

## Eredità
A Hans Beimler è stato riconosciuto lo status di eroe della Repubblica Democratica Tedesca, con reparti militari, navi, fabbriche, scuole e strade intitolate in suo onore.
La Libera Gioventù Tedesca (in tedesco: Freie Deutsche Jugend, FDJ) gli dedicò un torneo di esercitazioni paramilitari. La sua notorietà crebbe e si parlò di lui come di un intellettuale di sinistra.
Nel 1956 la DDR istituì la Medaglia Hans Beimler, assegnata ai cittadini che avevano combattuto per la Repubblica spagnola durante la guerra civile.

## Nella cultura di massa
- Hans Beimler, Kamerad - 1969[22]
- Spanien im Herzen - Hans Beimler und andere - 1986[23]
- Die Sprungdeckeluhr - 1991[24]
- Clash of Futures - 2018 (Episodio 1: Überleben)[25]